# Debbie Harry

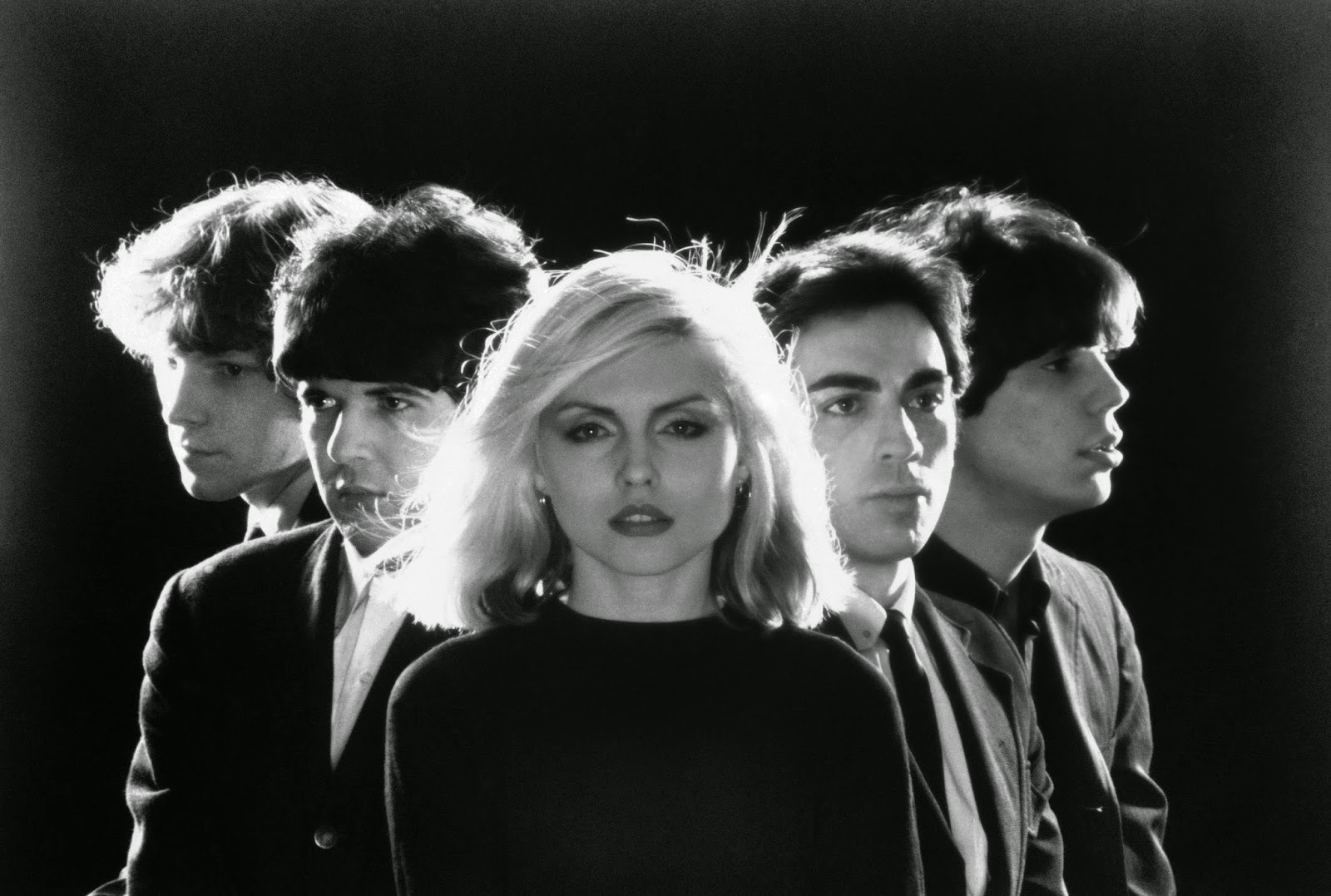
Debbie Harry med Blondie, i mars 1977.

Deborah Ann "Debbie" Harry, ursprungligen Angela Trimble, född 1 juli 1945 i Miami i Florida, är en amerikansk sångare, låtskrivare och skådespelare. Hon gjorde sig känd först som sångare i musikgruppen Blondie, som hon var med och bildade 1974.

## Biografi

### Uppväxt och tidig karriär
Debbie Harry föddes, med namnet Angela Trimble, i Miami, Florida, men blev bortadopterad vid tre månaders ålder och växte upp i Hawthorne, New Jersey. I slutet av 1960-talet flyttade hon till New York. Där jobbade hon bland annat som Playboy Bunny och som servitris på klubben Max's Kansas City, vilket så småningom ledde henne till punkrocken, som tagit över musikscenen i New York under 1970-talet.
Hennes första riktiga kontakt med musiklivet skedde i slutet av 1960-talet med folkrockgruppen The Wind in the Willows. Gruppen släppte bara ett album (1968). I början av 1970-talet anslöt hon till tjejtrion The Stilettos, genom vilken hon 1973 träffade gitarristen Chris Stein, som hade en examen från New York's School of Visual Arts. Hon ska även ha varit vän till Nancy Spungen.

### Blondie

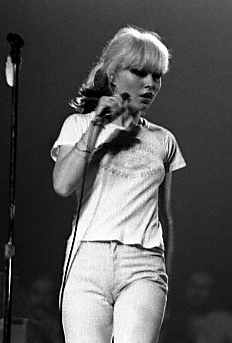
Debbie Harry med Blondie, i oktober 1977.

Inom ett år hade Stein och Debbie Harry bildat gruppen Angel & The Snake. 1974 döpte de om gruppen till Blondie. Tillsammans med trummisen Clem Burke och klaviaturspelaren Jimmy Destri var Blondie under de följande åtta åren ett av de största banden, med låtar som "Heart of Glass", "The Tide Is High" och "Call Me". Deras tredje album, Parallel Lines (1978), såldes i 20 miljoner exemplar över hela världen.

### Solodebut

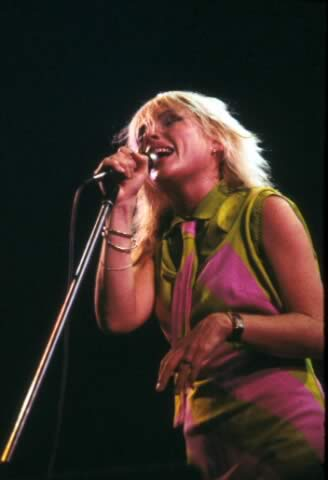
Debbie Harry 1981.

Debbie Harry gjorde solodebut med albumet KooKoo 1981. Albumet gjorde ingen större succé. Följande år släppte Blondie albumet The Hunter och därefter upplöstes gruppen. Debbie Harry klev ur rampljuset för att sköta om Stein, som hade insjuknat i en genetisk sjukdom.
Soloalbumet Rockbird släpptes 1986 och blev hyllat av recensenterna. Singeln French Kissin' blev en smärre hit. Ett nytt album släpptes 1989, Def Dumb and Blonde, och fyra år senare kom Debravation.

### Skådespelarkarriär
Under 1980- och 1990-talet kunde Debbie Harry ses i ett flertal filmer; Videodrome (1982), Hairspray (1988) och Six Ways To Sunday (1997). Harry fortsatte inom film även under 2000-talet. Speciellt verkar hennes insats i Jonas Åkerlunds debutlångfilm Spun (2002) uppskattats. Hon spelade också in skivor och turnerade med gruppen The Jazz Passengers.

### Fortsatt musikerkarriär
Hon hade även börjat arbeta med Stein, Destri and Burke igen. En återförening av Blondie offentliggjordes 1999, och de släppte det första albumet på 17 år, No Exit. Blondie fick en listetta i Storbritannien med "Maria" 13 februari 1999. Blondie gav ut ännu ett album, The Curse of Blondie 2003. 2006 valdes gruppen in i Rock and Roll Hall of Fame. Harrys femte studioalbum, det första på fjorton år, gavs ut 2007 med titeln Necessary Evil.
2010 började Harry en serie inspelningar (med solo-sånger och duetter tillsammans med Nick Cave och andra) för The Jeffrey Lee Pierce Sessions Project. 2014 gjorde Harry ett gästframträdande med Arcade Fire på Coachella Valley Music and Arts Festival. 2013 sjöng hon på spåret "Artificial" av det colombianska bandet Systema Solar (som dök upp på Blondies "Sugar on the Side").

## Diskografi
Studioalbum
- 1981 – KooKoo
- 1986 – Rockbird
- 1989 – Def, Dumb and Blonde
- 1993 – Debravation
- 2007 – Necessary Evil

Samlingar och andra album
- 1988 – Once More into the Bleach (Debbie Harry och Blondie)
- 1991 – The Complete Picture: The Very Best of Deborah Harry and Blondie (Deborah Harry och Blondie)
- 1998 – Deborah Harry Collection
- 1999 – Most of All: The Best of Deborah Harry

## TV-spel
| År   | Titel                       | Roll      | Noter       |  |
| ---- | --------------------------- | --------- | ----------- |  |
| 1993 | Double Switch               | Elizabeth | Live action |  |
| 2002 | Grand Theft Auto: Vice City | Doris     | Voice       |  |